# Viscosimetro di Engler

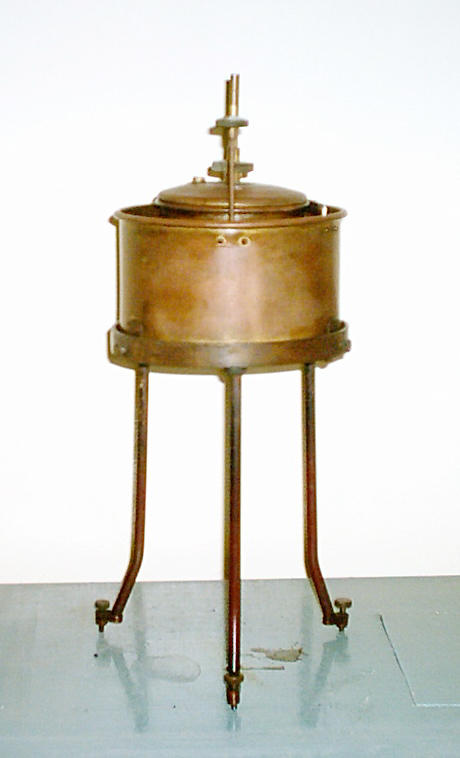
Viscosimetro di Engler

Il viscosimetro di Engler (in onore del suo inventore Karl Oswald Victor Engler) si basa sull'efflusso per gravità di una data quantità di fluido (200 ml) attraverso un capillare, necessario per generare il moto del liquido secondo un regime turbolento.
È uno strumento impiegato principalmente per determinare il grado di viscosità relativa (°E) degli oli e indica il rapporto tra il tempo di efflusso del fluido in esame e quello dell'acqua distillata a temperatura costante.

Per esempio: 200 ml di un olio in esame defluiscono a 40 °C in 600 secondi; 200 ml di acqua distillata alla stessa temperatura defluiscono in 60 secondi. La viscosità relativa a 40 °C espressa in gradi Engler sarà 600/60 = 10 e verrà scritta così: 10°E a 40 °C.
Lo strumento normalizzato secondo le norme ISO DIN è costituito da un recipiente di modeste dimensioni in ottone, immerso in una vasca termostatica, provvisto di un foro calibrato (orifizio) disposto in basso al centro.

Esso è costituito da un serbatoio piccolo in ottone (vasca A) contenente 220 ml di olio, (quantità leggermente superiore rispetto al volume che effluirà nel matraccio) di cui si deve misurare la viscosità. Tale recipiente è chiuso in alto con un coperchio adeguatamente isolato con l'ambiente esterno.
Il pelo libero del volume di olio deve essere regolato e livellato rispetto alle tre punte interne al serbatoio, attraverso le viti regolabili disposte ai margini del treppiede.

Il recipiente piccolo (vasca A) è immerso in un serbatoio termostatico ad acqua (vasca B) più grande, corredato di agitatore ad azionamento manuale, necessario per uniformarne la temperatura durante la prova.
Nel serbatoio termostatico (vasca B) è immerso un termometro a colonnina di mercurio che rileva la temperatura della vasca termostatica. Nel serbatoio piccolo contenente l'olio è immerso un altro termometro a colonnina di mercurio che ne rileva la temperatura interna. Un'asta di ottone col puntale in legno regola l'apertura o la chiusura dell'orifizio del tubo di efflusso disposto in basso al serbatoio ed in asse con lo stesso. Il tutto viene sorretto da una incastellatura in acciaio a tre piedi.
Alcuni strumenti sono dotati di una resistenza elettrica, disposta a corona nella parte bassa della vasca termostatica, che ne riscalda l'apparecchio fino a raggiungere l'equilibrio termico alla temperatura di prova. Altri strumenti bisogna riscaldarli gradualmente fino alla temperatura di prova con apposito dispositivo a fiamma. Quando si raggiunge la temperatura desiderata si predispone, al di sotto dell'incastellatura e in asse con lo strumento, il matraccio di Engler (serbatoio in vetro caratterizzato da due bulbi su cui sono indicati i livelli corrispondenti a 100 ml e 200 ml), e dopo aver sollevato l'asta si misura con un cronometro il tempo di efflusso di 200 ml di olio attraverso il foro calibrato.